# Monochamus sartor
Monochamus sartor is een keversoort uit de familie van de boktorren (Cerambycidae). De wetenschappelijke naam van de soort werd voor het eerst geldig gepubliceerd in 1787 door Fabricius.

## Kenmerken
De behendige klimmers kenmerken zich door lange en sterke benen. Ze zijn 21 tot 35 millimeter lang. De monddelen wijzen naar beneden, de ogen zijn sterk omrand en het eerste antennesegment is zeer sterk. De voelsprieten van het mannetje zijn minstens twee keer zo lang als het lichaam, die van het vrouwtje zijn iets langer dan dit.
Het pronotum is slechts iets breder dan het hoofd, met aan elke kant een sterke punt in het midden. De dekschilden zijn slechts iets breder dan het pronotum, maar duidelijk afgezet door schouders. In tegenstelling tot de andere Monochamus-soorten zijn ze in het eerste derde deel dwars ingesprongen. In tegenstelling tot de mannetjes versmalen de vrouwtjes nauwelijks.
Mannetjes en vrouwtjes verschillen aanzienlijk in kleur. Zoals bij alle Monochamus-soorten, lijken alleen de antennes van de vrouwtjes omringd door lichte haren aan de basis van de antennesegmenten, die van de mannetjes zijn monochroom en donker. De dekschilden van de mannetjes zijn geïsoleerd met onduidelijke haarvlekken, die van de vrouwtjes met veel lichte haarvlekken, die af en toe in ten minste twee onderbroken banden zijn gerangschikt.
Monochamus sartor onderscheidt zich van de andere Centraal-Europese Monochamus-soorten door de korte uniforme geelwitte haren op de kop. Bij andere soorten zijn ze kaal in een basaal gebied of langs de middenlijn. 